# І-14
І-14 (АНТ-31) — радянський винищувач, тип «швидкий». Другий серійний винищувач, який був створений конструкторською бригадою Сухого П.Й. під загальним керівництвом Туполева А.Н. в Конструкторському відділі дослідного літакобудування в Москві. Перший політ здійснив в 1933 році. В конструкції літака було застосовано багато нових контруктивних та технологічних рішень, які раніше в радянському літакобудівництві не використовувались.
В серійне виробництво був прийнятий доопрацьований варіант І-14 біс (АНТ-31 біс), спочатку планувалось випустити малу серію з 50 літаків. Але з них було побудовано та передано в експлуатцію ВПС тільки 15 примірників. Причиною зупинки виробництва стала поява більш швидкого та дешевого у виробництві винищувача І-16 конструкції Полікарпова М.М.

## Літно-технічні характеристики
Літак І-14 мав наступні основні характеристики:
| ЛТХ                                       | Значення                                    |
| ----------------------------------------- | ------------------------------------------- |
| Модифікація                               | І-14 (головний)                             |
| Розмах крила, м                           | 11.20                                       |
| Довжина літака, м                         | 6.11                                        |
| Площа крила, м2                           | 16.93                                       |
| Вага порожнього літака, кг.               | 1170                                        |
| Нормальна злітна вага, кг.                | 1540                                        |
| Двигун                                    | 1 ПД М-25 (Wright R-1820 Cyclone-F3)        |
| Потужність, к. с.                         | 1 х 712                                     |
| Максимальна швидкість, км/год. біля землі | 357                                         |
| Максимальна швидкість, км/год. на висоті  | 449                                         |
| Крейсерська швидкість, км/год             | 343                                         |
| Практична дальність, км.                  | 600                                         |
| Практична стеля, м.                       | 9430                                        |
| Екіпаж, чол.                              | 1                                           |
| Озброєння                                 | 2 х 45-мм пушки АПК-11 та 2 х кулемета ШКАС |